# 인천광역시의 중학교 목록
다음 목록은 인천광역시에 있는 중학교 목록이다.

## 가
가정여자중학교 · 
가좌중학교 · 
간석여자중학교 · 
간재울중학교 · 
갈산중학교 · 
강남중학교 · 
강서중학교 · 
강화여자중학교 · 
강화중학교 · 
검단중학교 · 
검암중학교 · 
계산여자중학교 · 
계산중학교 · 
계양중학교 · 
관교여자중학교 · 
관교중학교 · 
광성중학교 · 
교동중학교 · 
구산중학교 · 
구월여자중학교 · 
구월중학교

## 나
남동중학교 · 
남인천여자중학교 · 
논곡중학교 · 
능허대중학교

## 다
대청중학교 · 
덕적중학교 · 
동광중학교 · 
동산중학교 · 
동암중학교 · 
동인천여자중학교 · 
동인천중학교

## 마
마전중학교 · 
만성중학교 · 
만수북중학교 · 
만수여자중학교 · 
만수중학교 · 
만월중학교 · 
명현중학교

## 바
박문중학교 · 
백령중학교 · 
백석중학교 · 
부광중학교 · 
부원여자중학교 · 
부원중학교 · 
부일중학교 · 
부평동중학교 · 
부평서여자중학교 · 
부평서중학교 · 
부평여자중학교 · 
부평중학교 · 
부흥중학교 · 
북인천여자중학교 · 
북인천중학교 · 
불로중학교

## 사
산곡남중학교 · 
산곡여자중학교 · 
산곡중학교 · 
삼산승영중학교 · 
삼산중학교 · 
상인천여자중학교 · 
상인천중학교 · 
서곶중학교 · 
서도중학교 · 
서운중학교 · 
석정중학교 · 
선인중학교 · 
선학중학교 · 
선화여자중학교 · 
송도중학교 · 
숭덕여자중학교 · 
신송중학교 · 
신현여자중학교 · 
신현중학교 · 
신흥여자중학교 · 
신흥중학교 · 
심도중학교

## 아
연성중학교 · 
연수중학교 · 
연평중학교 · 
연화중학교 · 
영종중학교 · 
영흥중학교 · 
옥련중학교 · 
용유중학교 · 
용현여자중학교 · 
용현중학교 · 
원당중학교 · 
인성여자중학교 · 
인송중학교 · 
인주중학교 · 
인천가좌여자중학교 · 
인천가현중학교 · 
인천경연중학교 · 
인천계수중학교 · 
인천고잔중학교 · 
인천공항중학교 · 
인천남중학교 · 
인천논현중학교 · 
인천당하중학교 · 
인천동방중학교 · 
인천동수중학교 · 
인천동양중학교 · 
인천루원중학교 · 
인천미송중학교 · 
인천사리울중학교 · 
인천상정중학교 · 
인천서창중학교 · 
인천석남중학교 · 
인천성리중학교 · 
인천신정중학교 · 
인천아라중학교 · 
인천안남중학교 · 
인천양촌중학교 · 
인천여자중학교 · 
인천예송중학교 · 
인천예일중학교 · 
인천운서중학교 · 
인천은송중학교 · 
인천이음중학교 · 
인천정각중학교 · 
인천중산중학교 · 
인천중학교 · 
인천청라중학교 · 
인천청람중학교 · 
인천청호중학교 · 
인천초은중학교 · 
인천하늘중학교 · 
인천해송중학교 · 
인천해원중학교 · 
인천현송중학교 · 
인천효성중학교 · 
인하대학교 사범대학 부속중학교 · 
인화여자중학교 · 
임학중학교

## 자
작전중학교 · 
재능중학교 · 
제물포여자중학교 · 
제물포중학교 · 
진산중학교

## 차
청량중학교 · 
청천중학교 · 
청학중학교

## 하
함박중학교 · 
화도진중학교